# 原方街道
原方街道（はらかたかいどう）は、陸奥国の白河城下と氏家宿にある阿久津河岸までを結んでいた街道である。
原街道、米街道、米積街道とも呼ばれる。

## 概要
原方街道は、会津藩が江戸へ米を運ぶため、1645年（正保2年）に初代藩主の保科正之によって開削された。
当時、東北大名の参勤交代の通行路として使用されていた奥州街道は、人馬や物資の輸送などが多くてかなりの混雑を極めていた。そのため、東北から江戸への廻米に支障をきたす可能性があり、新たな物資輸送ルートの需要が高まった。
奥州街道の脇街道として整備された原方街道は、会津藩以外にも二本松藩や白河藩が廻米で使用している。また、高久宿には松尾芭蕉が宿泊したことを示す石碑があり、庶民の通行もあったと考えられる。
宿場は存在したが、本陣や脇本陣、旅籠などはなく、米を輸送する問屋が人足も取り仕切っていた。

## 宿場
- 白河城下
- 黒川宿
- 夕狩宿
- 逃室宿（迯室宿）
- 小島宿
- 高久宿
- 東小屋宿
- 槻沢宿
- 石林宿
- 平沢宿
- 鷲宿
- 氏家宿
- （阿久津河岸）